# دنی بلانشت
دنی بلانشت (انگلیسی: Danny Blanchett؛ زادهٔ ۶ مهٔ ۱۹۸۷) بازیکن فوتبال اهل بریتانیا است.
از باشگاه‌هایی که در آن بازی کرده‌است می‌توان به باشگاه فوتبال یورک سیتی، باشگاه فوتبال پیتربورو یونایتد، باشگاه فوتبال برتون آلبیون، باشگاه فوتبال نورتوود، باشگاه فوتبال کرو آلکساندرا، باشگاه فوتبال هندون، باشگاه فوتبال ای‌اف‌سی ویمبلدون، باشگاه فوتبال هاوانت و واترلوویل، باشگاه فوتبال استیونج، باشگاه فوتبال هارو بورو، و باشگاه فوتبال هرفورد یونایتد اشاره کرد.